# (230) Atamantis
(230) Athamantis és un asteroide que forma part del cinturó d'asteroides i va ser descobert el 3 de setembre de 1882 per Leo Anton Karl de Ball des de l'observatori de Bothkamp, Alemanya.
Està nomenat així per Atamantis, un personatge de la mitologia grega.
Athamantis està situat a una distància mitjana del Sol de 2,382 ua, podent apropar-se fins a 2,236 ua i allunyar-se fins a 2,529 ua. Té una excentricitat de 0,06157 i una inclinació orbital de 9,443°. Triga a completar una òrbita al voltant del Sol 1343 dies.